# Mezuzà

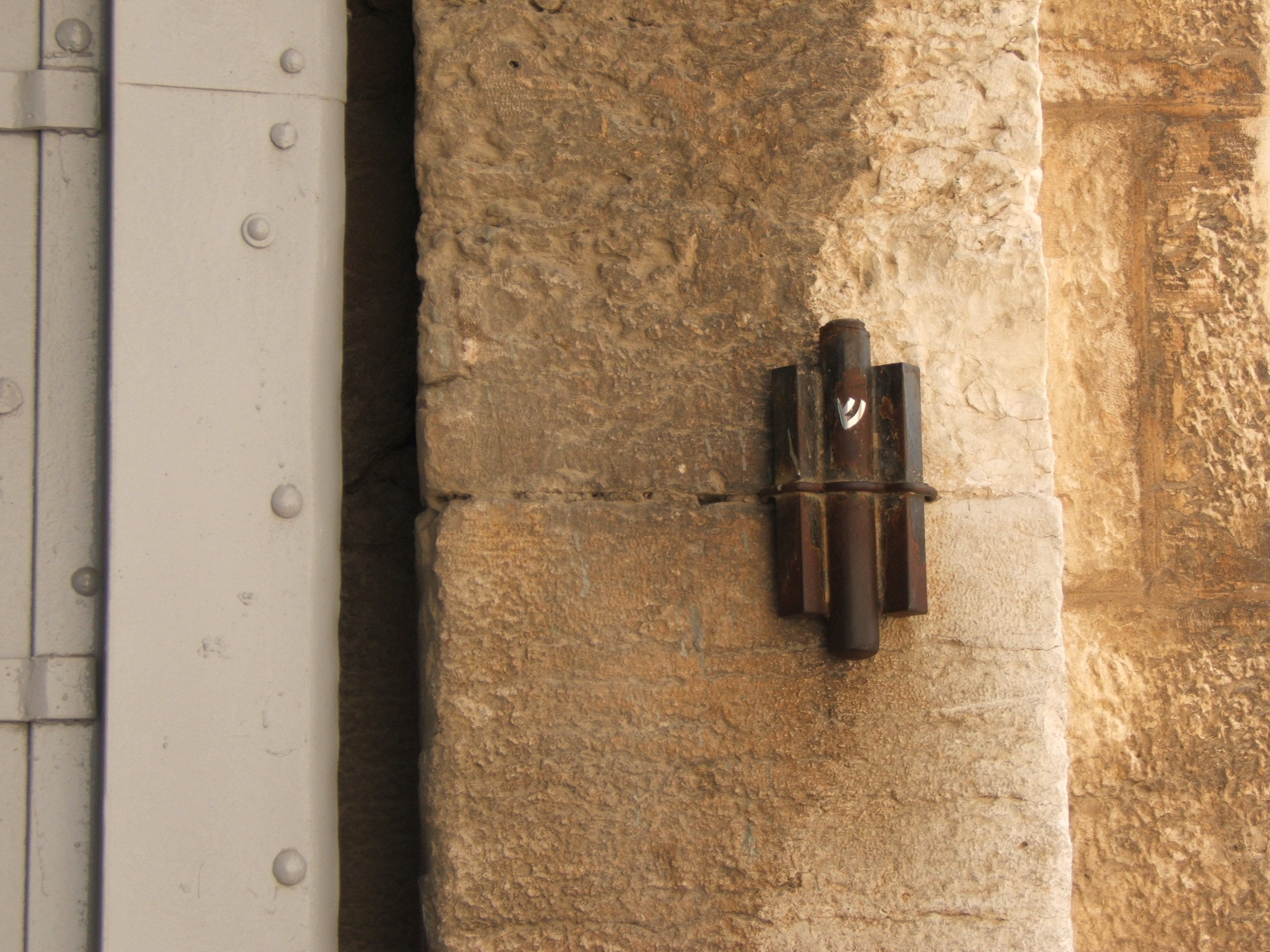
Mezuzà clavada a la porta de Jaffa, a Jerusalem, Israel.

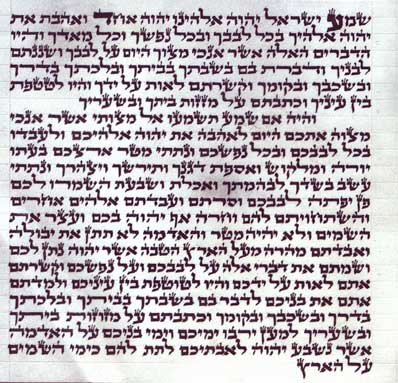
El pergamí intern de la mezuzà, amb el text de les pregàries del Deuteronomi.

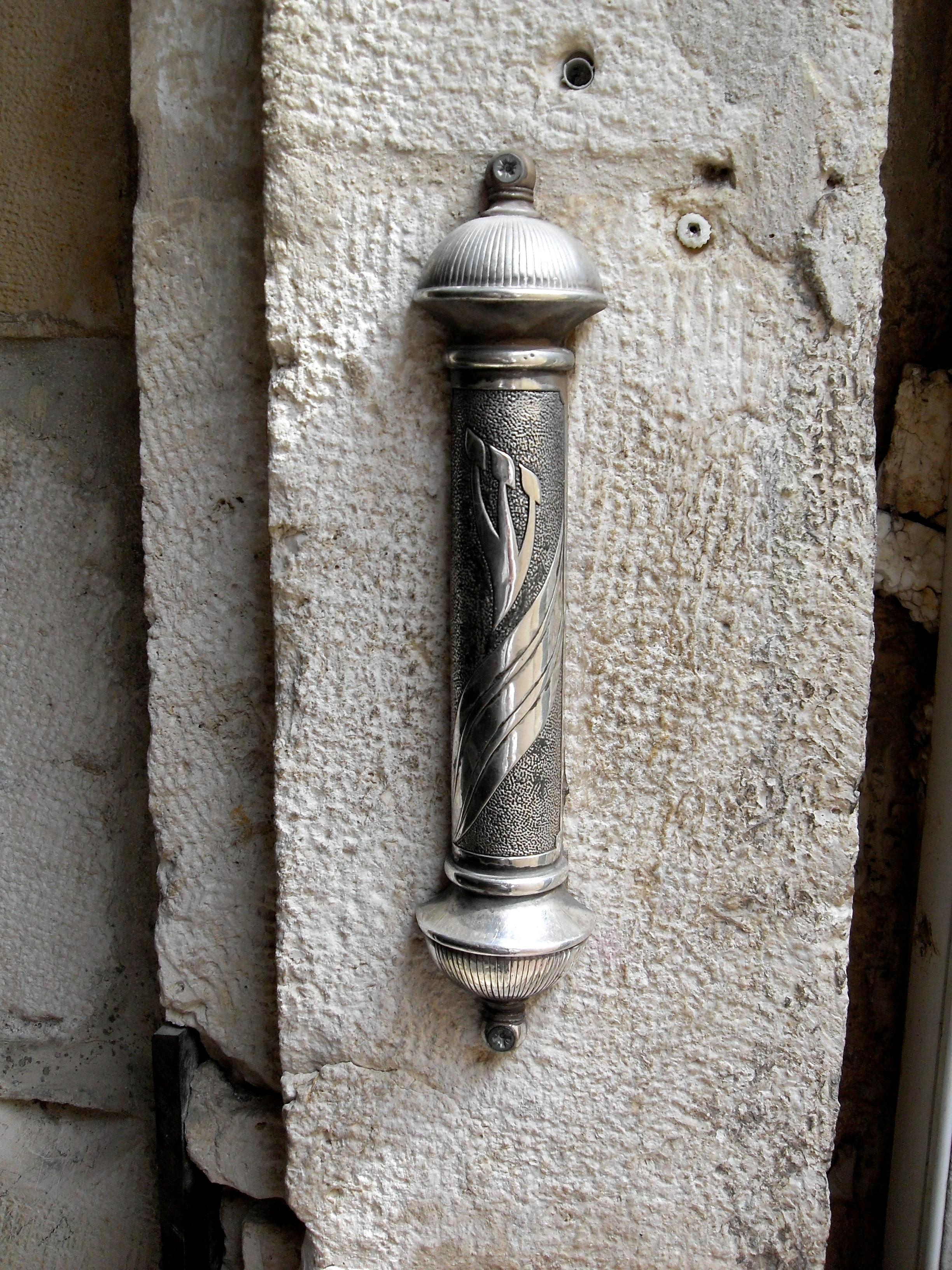
Mezuzà de la sinagoga Yojanán Ben-Zakai a Jerusalem.

Una mezuzà (en hebreu מזוזה, en plural mezuzot, מזוזות) és un pergamí que porta escrits dos versicles de la Torà; es troba dins d'una capsa o receptacle que es troba adherida al marc dret dels pòrtics de les cases i ciutats. La mezuzà és una de les senyes d'identitat més característiques de les llars jueves.
El precepte de fixar una mezuzà a les portes de les cases jueves és una de les mitsvot més antigues i arrelades del judaisme, i té les seves fonts en el llibre del Deuteronomi 6:9, i Deuteronomi 11:20.

## Descripció
La mezuzà consisteix en un pergamí amb la pregària escrita més important del judaisme, el Shema Israel (en hebreu: שמע ישראל), en català 'Escolta, oh Israel' (Deuteronomi 6:4-9). La mezuzà és guardada en un receptacle, generalment cilíndric, que pot tenir diferents grandàries i decoracions. La inscripció de les oracions en el pergamí és inscrita per un escriba ritual especialitzat, anomenat Sofer Stam, qui també escriu a mà els rotlles de la Torà. En la seva part externa, la mezuzà porta inscrita la paraula hebrea אל שדי, El Shaddai, un dels noms de Déu en el judaisme. Alguns interpreten aquest nom com les inicials de Shomer Israel (en hebreu: שומר ישראל), "El guardià d'Israel".
La mezuzà és fixada en la base del terç superior del brancal dret del pòrtic principal de la casa, en posició inclinada, com a compromís entre les postures oposades del rabí Raixí, que sostenia que la mezuzà havia de col·locar-se en posició vertical, i la postura del rabí Tam, qui afirmava que la mezuzà hauria de col·locar-se horitzontalment. S'estila també, encara que menys sovint, col·locar mezuzot (plural de mezuzà) a les portes internes de la llar, excepte en els lavabos.
Pel que fa als cilindres que contenen les mezuzot, n'hi ha alguns que són el fruit de fins treballs d'orfebreria, i són confeccionats amb diversos materials, i també n'hi ha de més simples, fins i tot de plàstic El material del qual està feta la carcassa exterior no és important, puix que la part més important de la mezuzà és el pergamí que hi ha a l'interior; la finalitat del receptacle es solament conservar en bon estat el text del pergamí.
En el relat bíblic (Èxode 12:12-13) Elohim va ordenar a les Tribus d'Israel marcar els bastiments de les portes de les seves cases amb la sang d'un xai, perquè quan va caure la calamitat sobre el país de l'antic Egipte les cases marcades no van ser visitades per la plaga. Hi ha jueus que tenen el costum de tocar la mezuzà amb la mà en passar-hi davant, també quan entren i quan surten de casa.